# Груша 'Башкирская Летняя'
Груша 'Башкирская Летняя' — летний сорт груши универсального назначения.

## Происхождение
Выведен в Башкирском научно-исследовательском институте сельского хозяйства от скрещивания сортов 'Поля' и 'Бергамот Летний' селекционерами Р. И. Болотиной и Г. А. Мансуровым.
Сорт включён в Государственный реестр селекционных достижений в 1979 году по Волго-Вятскому и Уральскому (Республика Башкортостан) округам.

## Распространение
Сорт районирован в республиках Башкортостан, Татарстан, Марий Эл, Удмуртии, Кировской, Оренбургской областях.

## Характеристика сорта
Сорт летний. Зимостойкость выше средней. Урожайность высокая. Скороплодность средняя. Вступает в плодоношение на 6 год, урожайность 9-16 т/га, плодоношение регулярное, осыпаемость средняя.
Дерево среднерослое, крона округло-пирамидальной формы, компактная, средней густоты.
Побеги коричневые, прямые, длинные, толстые, без опушения, междоузлия средние, чечевичек среднее количество, они на уровне поверхности, средние. Почки отклонённые, конусовидные, наружные чешуи коричневые. Листья направлены в сторону, средние, продолговатые, короткозаострённые, мелкопильчатые, зелёные. Листовая пластинка изогнутая вниз, кожистая, гладкая, без опушения, блестящая, с нежной нервацией, средней толщины. Черешок средней длины и толщины. Прилистников мало, мелкие, узкие.
Цветки средние, белые, ароматные, глубокочашевидные. Срок цветения средний, колонка пестиков средняя, опушённость отсутствует, рыльце выше пыльников. 
Плоды ниже средней и средней величины, 70—120 г, грушевидной или кубаревидной формы, выравненные, гладкие. Кожица тонкая, маслянистая, тусклая, зеленовато-жёлтая с многочисленными мелкими подкожными точками и слабым румянцем. Плодоножка средней длины и толщины. Мякоть белая, средней плотности, мелко-зернистая, сочная, ароматная. Вкус хороший, кисло-сладкий.
Дегустационная оценка 4,0 балла, внешнего вида 4,3 балла. Химический состав плодов: сухих веществ – 16,4%, сахаров – 7,9%, титруемых кислот – 0,48%, аскорбиновой кислоты – 5,3 мг/100г.
Плоды хранятся в течение 15 дней, средней товарности, малотранспортабельные, универсального назначения.
По данным ВНИИСПК (Орловская область) сорт высокозимостойкий, засухоустойчивый, высокоустойчив к парше. Регенерационная способность высокая. После подмерзания в зиму 1968—1969 г. на 2,7—3,5 балла деревья восстановились за 3 года.